# Neuronema anzobicum
Neuronema anzobicum är en insektsart som beskrevs av Vladimir N. Makarkin 1986. Neuronema anzobicum ingår i släktet Neuronema och familjen florsländor. Inga underarter finns listade i Catalogue of Life.